# Karl-Heinz Rehkopf

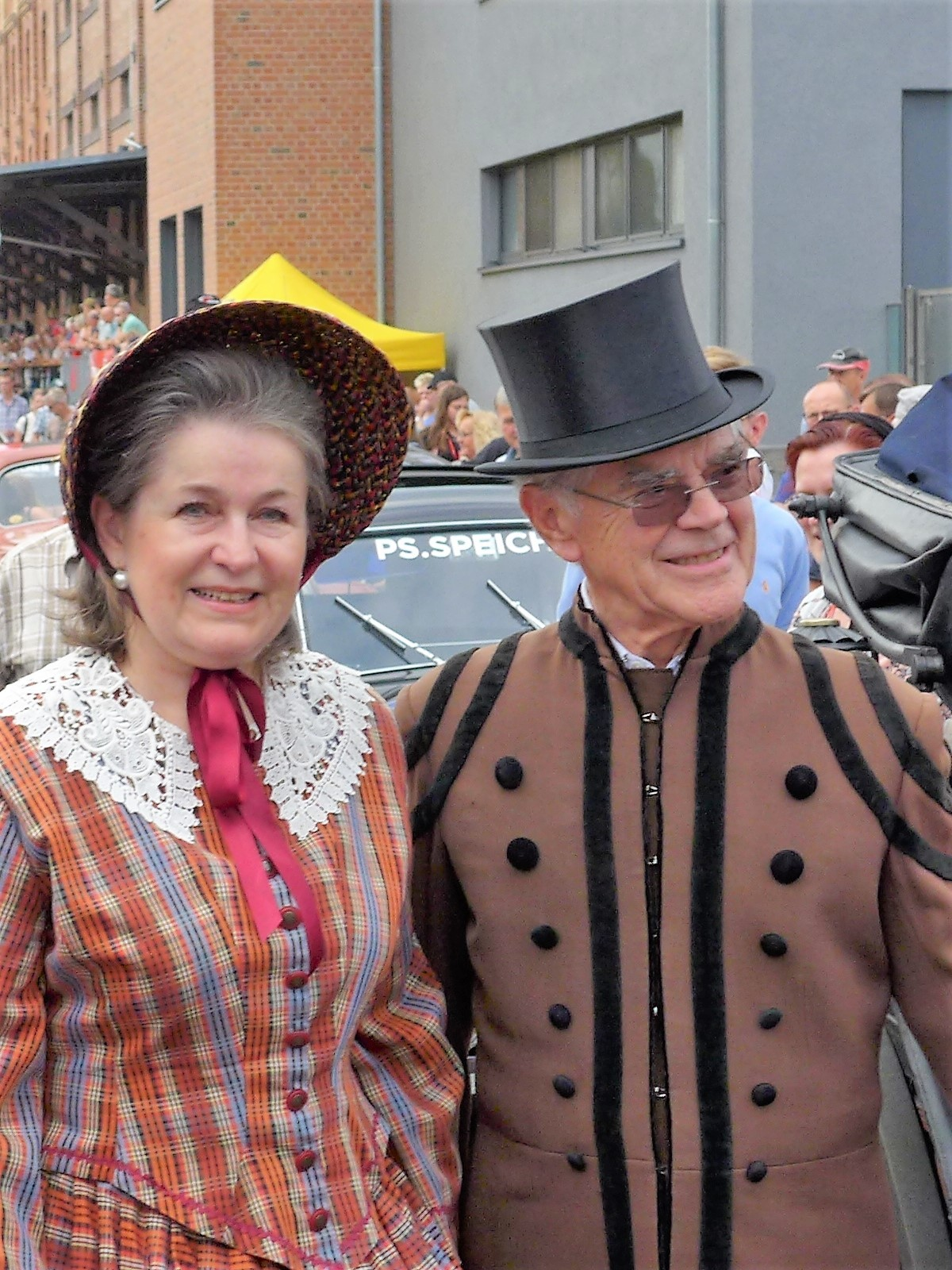
Karl-Heinz Rehkopf mit seiner Ehefrau Gabriele Rehkopf-Adt im Jahr 2019

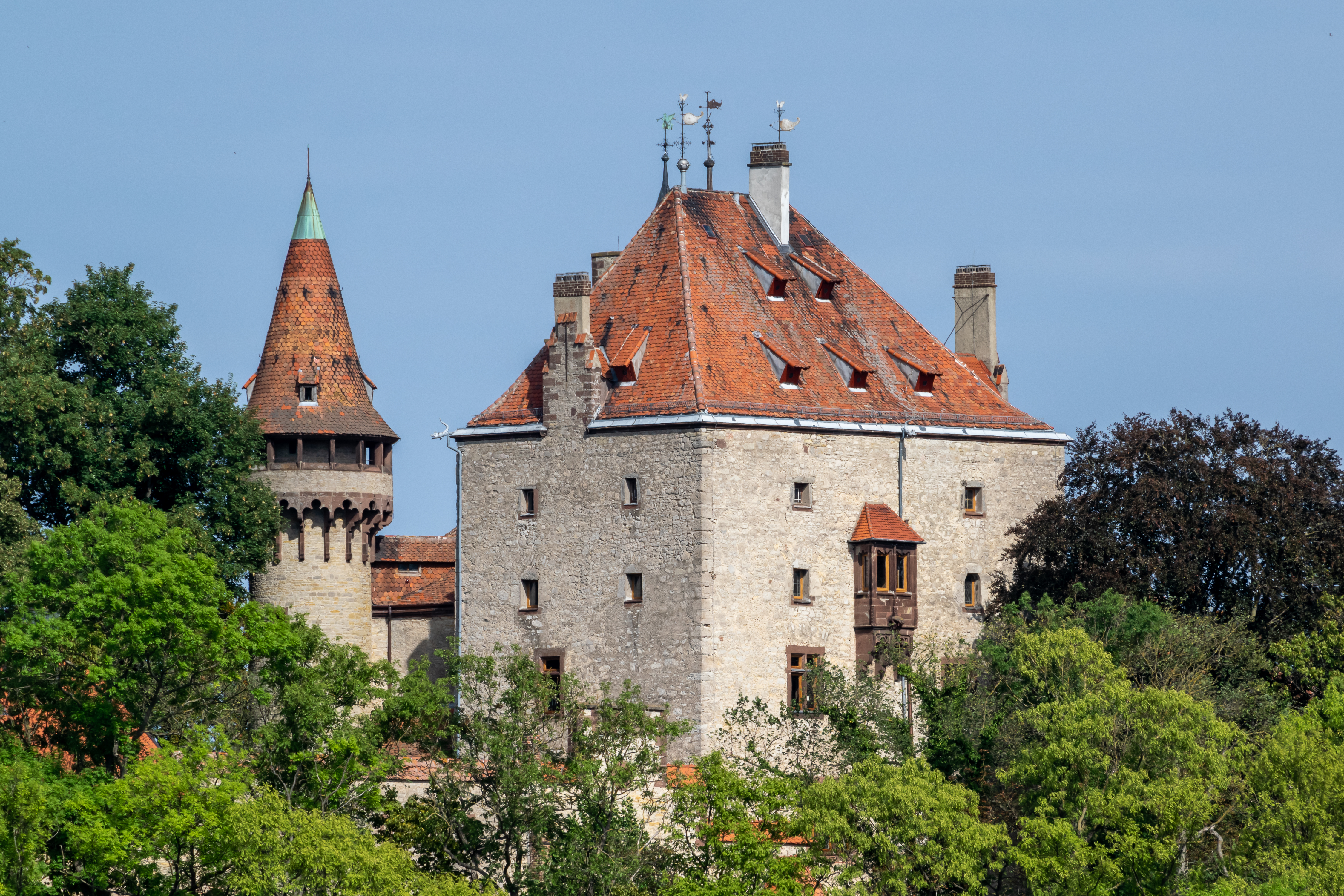
Die 1972 erworbene Burg Calenberg bei Warburg (2022)

Karl-Heinz Rehkopf (* 7. Dezember 1936 in Fredelsloh) ist ein deutscher Unternehmer, Sammler, Stifter und Initiator des Museums für Automobil- und Motorrad-Oldtimer PS-Speicher in Einbeck.

## Leben
Karl-Heinz Rehkopf ist der Sohn eines Molkerei-Leiters und wuchs „in bescheidenen Verhältnissen“ auf. Sein Vater konnte „ihm kein Auto kaufen, nicht einmal ein Motorrad“. Und so musste Rehkopf schon in seiner Jugend „immer arbeiten, fürs Motorrad, fürs Studium“. Seine erste für 100 DM gebraucht gekaufte Victoria V 99, Baujahr 1938 bildete später den Grundstock der dann in Jahrzehnten aufgebauten Oldtimer-Sammlung Rehkopfs.
1972 gründete Rehkopf mit Rainer Wunderlich in Harste auf einem ehemaligen Gutshof die „Teppich-Domäne Harste“, aus dem er dann in mehr als 45 Jahren einen Discounter für Heimtextilien und Renovierungsbedarf unter dem heutigen Namen Tedox entwickelte mit mehr als 100 Filialen und rund 3000 Mitarbeitern. Im gleichen Jahr erwarb er die Burg Calenberg bei Warburg und renovierte sie schrittweise. 
Im Jahr 2009 gründete Rehkopf die Kulturstiftung Kornhaus mit Sitz in Einbeck und initiierte mittels dieser Trägerin, der er rund 40 Millionen Euro aus seinem Privatvermögen zur Verfügung stellte, den PS-Speicher, der fünf Jahre später ab 2014 eine anfangs rund 2000 Exponate umfassende Oldtimer-Sammlung präsentierte.
Nachdem Rehkopf als Privatperson „zudem erhebliche Beträge in die Erhaltung von Baudenkmälern investiert“ hatte, wurde ihm im August 2016 im Trauzimmer des PS-Speichers durch den niedersächsischen Ministerpräsidenten Stephan Weil das Verdienstkreuz 1. Klasse des Niedersächsischen Verdienstordens verliehen. Weil, der 2014 schon das PS-Ausstellungsgebäude eröffnet hatte, würdigte damit den „langjährigen, herausragenden Beitrag für das Gemeinwesen“ durch Karl-Heinz Rehkopf, der sich für „das Land, seine Menschen und seine Kultur verdient gemacht“ habe. So habe sich der Geehrte beispielsweise für den Erhalt des Bürgerspitals engagiert sowie für das in Negenborn (Einbeck) als soziales Unternehmen gegründete Seminar- und Gästehaus Einbecker Sonnenberg, das auch beeinträchtigte Mitarbeiter beschäftigt. Die von Rehkopf initiierte Aktion „Sch(l)aufenster“, die leerstehende Geschäfte verschönert, fände zudem überregional Nachahmer.
An seinem 80. Geburtstag erhielt Karl-Heinz Rehkopf am 7. Dezember 2016 in der PS-Halle vor rund 500 Gästen die höchste Ehrung der Stadt Einbeck. Aufgrund seiner hervorragenden Verdienste für die Stadt Einbeck verlieh Bürgermeisterin Sabine Michalek Rehkopf den durch die Stadt erstmals vergebenen Ehrenring. Zu den anwesenden Gratulanten zählte auch der Präsident des Niedersächsischen Landtages Bernd Busemann.
2023 wurde ihm das Bundesverdienstkreuz 1. Klasse verliehen.
Rehkopf hat zwei Söhne und eine Tochter aus erster Ehe. Nach einer weiteren Ehe heiratete er um 2004 die aus Berlin stammende Kunsthistorikerin Gabriele Rehkopf-Adt.